# Bacia do Zambeze

Bacia do rio Zambeze

A bacia do Zambeze é uma bacia hidrográfica africana que tem seu principal flúmen de escoamento o rio Zambeze, sendo a quarta maior bacia do continente, além de efetivamente a mais importante bacia da África Austral. Abrange aproximadamente 1.390.000 km², atravessando regiões ora com grande densidade populacional, ora em áreas de baixa densidade, como é o caso da Área de Conservação Transfronteiriça Cubango-Zambeze. A Comissão do Curso de Água do Zambeze (ZAMCOM) existe desde 2004 com o objectivo de reforçar a cooperação na partilha dos seus recursos em causa.
A área de drenagem da bacia abrange Angola, Botsuana, Tanzânia, Namíbia, Zâmbia, Zimbábue, Maláui e Moçambique, sendo a principal fornecedora de água doce, energia elétrica e peixes para as populações das referidas regiões, principalmente das cinco últimas nações. A bacia abriga imensas planícies molhadas, sendo a responsável pela regulação climatológica de um rico ecossistema de savanas e florestas úmidas que a cerca.
Seu curso navegável principal é pelo rio Zambeze, sendo o tramo da foz no oceano Índico (mais precisamente no canal de Moçambique) até cerca as proximidades da cidade de Tete, no noroeste moçambicano. Há ainda cursos navegáveis nos lagos Cahora Bassa e Cariba, e nas planícies das Piscinas de Mana, Faixa de Caprivi, Liuva-Luena-Baroste-Siloana (parte inclusive do Lungué-Bungo), Chire, Luangua e no lago Niassa, sendo que estas três últimas porções navegáveis já dentro de duas de suas treze sub-bacias.
Duas sub-bacias importantes da bacia do Zambeze tem interligação com outros grandes sistemas africanos, sendo: (a) a sub-bacia do Lago Niassa/Rio Chire, que se conecta com o Grande Vale do Rifte, e; (b) a efêmera bifurcação fluvial Vertedouro de Selinda (ou rio Maguegana), na sub-bacia do rio Cuando, que conecta a bacia do Zambeze à bacia do Calaári.